# Interstate 605 (Kalifornien)
Die Interstate 605 (auch San Gabriel River Freeway oder kurz I-605) ist ein Interstate-Highway in der Metropolregion Los Angeles im Südwesten Kaliforniens, USA.
Die Straße misst etwa 44 km (27 Meilen) Länge und verläuft in Nord-Süd-Richtung von Irwindale im Norden bis Seal Beach im Süden.

## Verlauf
Die Interstate befindet sich zum größten Teil im Los Angeles County, mit einem Abschnitt im Orange County und verläuft nahezu parallel zum San Gabriel River. Aufgrund des hohen Verkehrsaufkommens ist sie auf ihrer gesamten Länge acht- bis zehnspurig.